# دانیل سیلوا دوس سانتوس
دانیل سیلوا دوس سانتوس (به پرتغالی: Daniel Silva dos Santos) هافبک اهل برزیل است که در شهر کابو فریو و در تاریخ ۳۰ مهٔ ۱۹۸۲ به دنیا آمده‌است. و در ۱۰ فوریهٔ ۲۰۱۹ در زادگاهش در سن ۳۶ سالگی درگذشت.
دانیل سیلوا دوس سانتوس در تیم‌های فوتبال Cabofriense سابقهٔ حضور داشت.